# Вишняков, Виталий Михайлович
Виталий Михайлович Вишняков (род. 8 августа 1990, Кемерово, СССР) — российский футболист, нападающий.

## Биография
В начале 2010 года на правах аренды перешёл из калининградской «Балтики» в литовский клуб «Клайпеда», за который в чемпионате сыграл 13 игр, забил 4 мяча. Позже агент Вишнякова Антон Бывалец заявил, что по документам футболист никогда не числился в «Балтике». Год не выступал на профессиональном уровне, перед сезоном 2011/12 оказался в составе клуба второго российского дивизиона «Волочанин-Ратмир» Вышний Волочёк. В первых трёх матчах забил два гола, но в дальнейшем провёл 21 игру без забитых мячей. Больше на профессиональном уровне не играл.